# 羊をめぐる冒険
『羊をめぐる冒険』（ひつじをめぐるぼうけん）は、村上春樹の3作目の長編小説。

## 概要
文芸誌『群像』1982年8月号に掲載され、同年10月13日に講談社より単行本化された。表紙の絵は佐々木マキ。「鼠三部作」の3作目である。1985年10月8日に講談社文庫として上下二分冊で文庫化され、2004年11月16日には文庫版の改訂版が出版された（詳しくは#書誌情報を参照）。本書により村上は第4回野間文芸新人賞（1982年）を受賞した。また、1991年にフランス語訳版『La Course au mouton sauvage』を翻訳した功績により、パトリック・ドゥヴォスが第2回野間文芸翻訳賞を受賞した。
2002年時点までに、単行本・文庫本を合わせて247万部が発行されている。
2016年7月1日、電子書籍版が配信開始。

## 執筆の背景
1980年10月に刊行された村上龍の『コインロッカー・ベイビーズ』に感銘を受けた村上は、同じくらい息の長い作品を書きたい、モンタージュよりもストーリーテリングの見地から物語に勢いと強い完全性を与えたい、と思うようになったという。翌1981年、村上は小説に専念するためジャズ喫茶「ピーター・キャット」を人に譲り渡した。
「羊」というキーワードは前作『1973年のピンボール』の高橋たか子の書評（『群像』1980年4月号）から生まれた。「刈りこまれたつつじが草をはむ羊のような姿でところどころにちらばっていた」という描写について、日本には羊がいないのだから不適切な喩えだと高橋は述べた。村上は日本にも羊がいるに違いないと確信し、1981年10月、北海道に渡り、実際の羊を目にし、飼育者の話を聞き、役所に行って資料を調べた。取材旅行を行った後、千葉県の習志野にあった自宅で約4か月間集中して第一稿を書き上げた。
村上は川本三郎との対談の中でレイモンド・チャンドラーの長編小説『長いお別れ』を下敷きにして書いたと述べており、また、1992年11月17日にバークレーで行った講演で次のように語っている。
「この小説はストラクチャーについてはレイモンド・チャンドラーの小説の影響を色濃く受けています。（中略） 僕はこの小説の中で、その小説的構図を使ってみようと思ったのです。まず第一に主人公が孤独な都市生活者であること。それから、彼が何かを捜そうとしていること。そしてその何かを捜しているうちに、様々な複雑な状況に巻き込まれていくこと。そして彼がその何かをついに見つけたときには、その何かは既に損なわれ、失われてしまっていることです。これは明らかにチャンドラーの用いていた手法です。僕はそのような構図を使用して、この『羊をめぐる冒険』という小説を書きました。」

## あらすじ
1978年7月、大学時代に関係を持ったことのある女の子がトラックに轢かれて死んだ。妻と別れた直後のことだった。8月のはじめ、「僕」は耳専門の広告モデルの女の子と知り合い、彼女は「僕」の新しいガール・フレンドとなった。
9月後半の昼下がり、仕事を休んでベッドの中で彼女の髪をいじりながら鯨のペニスや妻のスリップについて考えていると、ガール・フレンドが言った。「あと十分ばかりで大事な電話がかかってくるわよ」
彼女ははっか煙草を吸って「羊のことよ」と言った。「そして冒険が始まるの」
「僕」が相棒と共同経営している広告代理店に、右翼の大物の秘書が現われた。秘書は相棒に担当者（僕）と直接会って話がしたいと言った。「僕」が右翼の大物の屋敷に行くと、会社で製作したPR誌のページを引きのばした写真を見せられる。写真には星形の斑紋のある羊が一匹まぎれこんでいた。それは「鼠」によって北海道から送られてきた写真だった。出所がどこか尋ねられるも「僕」は拒否する。
男は言った。「今日から二ヵ月以内に君が羊を探し出せれば、我々は君が欲しいだけの報酬を出す。もし探し出せなければ、君の会社も君もおしまいだ」
「僕」は会社を辞め、ガール・フレンドと共に北海道へ渡った。

## 登場人物
僕
作中の語り手。29歳。1948年12月24日生まれ。山羊座。A型。
ガール・フレンド
21歳。耳専門のパーツモデル、小さな出版社のアルバイトの校正係、コールガールなど様々な職を持つ。耳に特殊な力を持っている。
妻
25歳。4年間の結婚生活の後、1978年6月に「僕」と離婚し家を出て、27歳のジャズ・ギタリストと暮らしている。「僕」が共同経営する事務所の事務員だった。
相棒
30歳。「僕」の大学時代からの友人。卒業後一緒に翻訳事務所を設立し、1975年からPR誌や広告関係の仕事に手を広げる。最近アルコール摂取量が増え続けている。
先生
右翼の大物。1913年に北海道十二滝町に生まれる。1936年に「羊」が入り込み、夏に出獄すると右翼のトップに躍り出る。1937年、中国大陸に渡って情報網と財産を築き、戦後A級戦犯となるが釈放。政権政党と広告業界を牛耳る。脳に血瘤があり、1978年春に羊が離れると意識不明になる。
先生の秘書
先生の第一秘書。組織のナンバー・ツー。12年前から組織で働く。日系二世。スタンフォード大学卒。
先生の運転手
クリスチャンで神様に毎晩電話をかけている。「僕」の飼い猫を「いわし」と名付ける。
鼠
29歳。「僕」の親友で、1973年に黙って故郷の街を出てから多くの街を放浪している。
ジェイ
ジェイズ・バーのバーテンダー。中国人。ジェイという名前は戦後米軍基地で働いていた時に米兵がつけたあだ名。1954年に基地の仕事をやめ、近くに初代ジェイズ・バーを開店。店が落ち着いた頃に結婚するが、5年後に死別。1963年街に二代目ジェイズ・バーを開店。1974年道路拡張のために店を移転し、現在は三代目。同年、飼い猫が12歳で死亡。
鼠の恋人
33歳。1973年に鼠が街を出て別れた。設計事務所に勤務。21歳で結婚し、22歳で離婚している。
羊博士
73歳。1905年仙台生まれ。旧士族の長男で神童。東京帝国大学農学部を首席卒業後、農林省に入省。1935年7月、満州で緬羊視察に出かけ行方不明になり、「羊」が入り込む。日本に戻ると「羊」は抜け、羊博士は左遷され、農林省を辞職して北海道で羊飼いになる。その後いるかホテルの2階に引きこもる。
いるかホテル支配人
羊博士の息子。頭の禿げかけた中年男。左手の小指と中指の第二関節から先がない。
十二滝町営緬羊飼育場の管理人
40代後半。新兵教育係の下士官のような外見。
羊男
羊の皮の衣装を頭からすっぽりかぶっている。十二滝町生まれ。戦争に行きたくなかったため隠れて暮らしている。村上は「地霊」みたいなものを意識して書いたと述べている。著者直筆のイラストが本文中に掲載されている。
アイヌの青年
「十二滝町の歴史」という書籍に登場する人物。アイヌ語で「月の満ち欠け」と言う名前を持つ。目が暗く、やせている。開拓民を十二滝町に案内するとそのまま留まり、定住に奮闘した。村が発展すると緬羊の飼育に取り組み、日露戦争後は村を離れ牧場にこもって暮らした。享年62。
誰とでも寝る女の子
「僕」は1969年に17歳の彼女と出会い、1970年秋から1971年春まで週に一度会う。25歳で死ぬと言い、1978年7月、26歳で死亡する。

## 登場する文化・風俗
| ファラ・フォーセット                                           | アメリカの女優・モデル。1973年にリー・メジャーズと結婚した際に、芸名を「ファラ・フォーセット・メジャーズ」とした。「僕」は耳専門のモデルからこう言われる。「ファラ・フォーセット・メジャーズの鼻を見るたびにくしゃみが出る人を知ってるわよ」 |
| ポールモール                                                   | ブリティッシュ・アメリカン・タバコ社が生産・販売するタバコのブランド。「僕」は事務所の応接用のシガレット・ケースからフィルターつきのポールモールを一本取って火をつける。 |
| 『ドイツ・イデオロギー』 『カラマーゾフの兄弟』 『静かなドン』 | カール・マルクスとフリードリヒ・エンゲルスとの共著作。黒服と会ったあと、新宿に向かう車の中で「僕」は次のように述べる。「僕は『カラマーゾフの兄弟』と『静かなドン』を三回ずつ読んだ。『ドイツ・イデオロギー』だって一回読んだ。 円周率だって小数点以下十六桁まで言える」 |
| ハイネケン                                                     | オランダのビール。黒服と会ったあと、新宿の高層ホテルのバーで「僕」が3回注文する。2回目は2本。1978年時点で日本国内での製造販売はなかった（1984年からキリンビールがライセンス生産）。 「僕は高層ホテルの最上階に上って、広いバーに入り、ハイネケン・ビールを注文した」。 |
| ジョニー・リヴァーズ                                           | アメリカの歌手、ミュージシャン。「僕」の家でガール・フレンドは、リヴァーズの歌う「ミッドナイト・スペシャル」「ロール・オーヴァー・ベートーヴェン」「シークレット・エージェント・マン」「ジョニー・B・グッド」などの曲を聴く。 |
| 『荒野の七人』                                                 | 1960年公開のアメリカ映画。ジョン・スタージェス監督。空港に向かう途中、「僕」とガール・フレンドの乗る車の後ろにつけたハイ・エースが『荒野の七人』のテーマ曲のイントロをもじったホーンを鳴らす。なお同テーマ曲はエルマー・バーンスタインが作曲した。 |
| 「峠の我が家」                                                 | アメリカの民謡で、カンザス州の州歌。原題 Home on the Range。「僕」とガール・フレンドは次のような会話を交わす。「ああいう人ばかりが住んでいる場所があるんだよ。そこでは乳牛がやっとこを探しまわってるんだ」「なんだか『峠の我が家』みたいね」 なお短編『ニューヨーク炭鉱の悲劇』にも同曲は登場する。 「私、『蛍の光』って大好きよ。あなたは？」「『峠の我が家』の方が良いな、かもしかやら野牛やらが出てきて」 |
| 『インベーダー』                                               | アメリカのABC系列で1967年から1968年まで放送されたテレビドラマ。原題 The Invaders。黒服の男によって追い込まれた状況を「僕」が説明すると、ガール・フレンドは「そういうのって、テレビの『インベーダー』みたいじゃないの？」と言う。 |
| フィッシャーマンズ・セーター                                   | アイルランドやスコットランドなどに住む漁師の仕事着が起源のセーター。凹凸がはっきりした縄状のケーブル網みを特徴とする。十二滝町に向かう準備として「僕」は札幌のデパートでぶ厚いフィッシャーマン・セーターを買う。 |
| 『スイスのロビンソン』                                         | ヨハン・ダビット・ウィースの児童文学。鼠の別荘に辿り着いた「僕」は次のような感想を述べる。「家が古びていくのとは対照的に樹木は休むことなく生長しつづけ、まるで『スイスのロビンソン』に出てくる樹上家屋のように建物をすっぽりと包んでいた」 |
| 『プルターク英雄伝』                                           | プルタルコスが著した古代ギリシア・ローマの著名な人物の伝記。邦訳は『プルターク英雄伝』のタイトルがなじみが深い。鼠の別荘に置いてある本のひとつ。 「『プルターク英雄伝』や『ギリシャ戯曲選』やその他の何冊かの小説だけが風化をまぬがれて生き残っていた」 |
| パーシー・フェイス                                             | アメリカの作曲家、編曲家、指揮者。ガール・フレンドのいない鼠の別荘で、「僕」はパーシー・フェイス・オーケストラの「パーフィディア」を聴きながらひとりで夕食をとる。 パーシー・フェイスは村上の小説に最も多く登場する音楽家の一人である。本書のほかに『ダンス・ダンス・ダンス』『ねじまき鳥クロニクル』『アフターダーク』、短編「女のいない男たち」などに登場する。 |
| 神々の黄昏                                                     | 村上は「ゲッテルメルング」とルビを振っている。北欧神話の世界における終末の日のこと。原語では「ラグナロク」と言うが、リヒャルト・ワーグナーがこれを「ゲッテルメルング」（神々の黄昏）と訳したため、日本では「神々の黄昏」の訳語が定着している。 パーシー・フェイス・オーケストラの「パーフィディア」など古いレコードを何枚か聴きながら「僕」は思う。「もしそうであったとすれば（中略）、鼠も羊もみつからぬうちに期限の一ヵ月は過ぎ去ることになるし、そうなればあの黒服の男は僕を彼のいわゆる『神々の黄昏（ゲッテルメルング）』の中に確実にひきずりこんでいくだろう」 |
| レーベンブロイ                                                 | ドイツのビール 独: Löwenbräu。村上は英語読みの「ローエンブロウ」と表記している。羊男が2回目に訪ねて来て、「僕」がギターを叩き割った後で台所に取りに行くビール。小説の舞台である1978年時点では日本では製造販売されていない（1983年からアサヒビールがライセンス生産）。 「僕は冷蔵庫から新しいローエンブロウの青い缶を取り出し、それを手に持ったまま帰りにもう一度鏡の中の居間を眺め、それから本物の居間を眺めた。」 |
| 『我輩はカモである』                                           | 1933年公開のアメリカ映画。マルクス兄弟主演。原題 Duck Soup。「僕」は鏡の前でこう思う。「我々は顔を見合わせてため息をついた。我々は違う世界に住んで、同じようなことを考えている。まるで『ダック・スープ』のグルーチョ・マルクスとハーポ・マルクスみたいに」 |

## 『群像』版と単行本と『村上春樹全作品』の本文異同
以下は『群像』1982年8月号掲載版と単行本と『村上春樹全作品1979～1989』の本文異同である（主なもののみ）。山﨑眞紀子著『村上春樹の本文改稿研究』（若草書房、2008年1月）に拠った。
| 『群像』 | 単行本 | 『村上春樹全作品1979～1989』                                   |
| --- | --- | -------------------------------------------------------------- |
| ヘヤー・ドライヤー | 同左 | ヘア・ドライヤー                                               |
| 蟻に引かれる死んだかぶと虫のように、過去だけがその影をゆっくりと伸ばしていく。 ゼリーのようなその一ヵ月は僕をどこにも導かなかった。僕は一ヵ月前と同じ場所に立って、一ヵ月前と同じ風景を眺めていた。（中略） たった一枚のスリップさえない。                                                     | 削除 | 同左                                                           |
| いずれにせよ、何周めかのサイクルはこれで終ったのだ。 | 削除 | 同左                                                           |
| 「ファラ・フォーセット・メジャーズの鼻を見るたびにくしゃみが出る人を知ってるわよ」 | 「ファラ・フォーセット・メジャーズの鼻を見るたびにくしゃみが出る人を知ってるわよ。くしゃみってそういう精神的要素が大きいのね。一度原因と結果が結びついてしまうとなかなか離れなくなってしまうの」 | 同左                                                           |
| 非現実的なファクターをある種のソフィスティケーションによって現実の | 非現実的なファクターをソフィスティケートされた形態に置き換えて現実の | 同左                                                           |
| これは希望というよりは確定的な事実です。なぜなら今回の発行中止は既に決定されているからです。 | これは希望というよりは既に確定した事実です。正確に言うなら、我々の希望に沿った決定が既になされたわけです。                                                                                       | 同左                                                           |
| 僕は川に沿って歩きながら「歌は終りぬ」を口笛で吹いた。さびの部分がとてもむずかしい。 | 削除 | 同左                                                           |
| 海のかわりに埋立地と高層ビルが見えた。まるでジャン・リュック・ゴダールの「アルファヴィル」みたいな眺めだった。 | 海のかわりに埋立地と高層アパートが眼前に広がっていた。 | 同左                                                           |
| しかし僕にはもう文句を言う筋合はなかった。 | しかし僕にいったい何を言うことができるだろう？ | 同左                                                           |
| 円板の下側は暗くてじめじめしていて、いつも細かい雨が降っていた。もしそこにマリン・ブルーのグランド・ピアノとひらひらしたワンピースを着たピアニストを送り込んでやれたら、象や亀はとても喜び、そして慰められるに違いない。ぱちぱちぱち、どうもありがとう、次の曲は「スターダスト」です。――等々。 | 削除 | 削除                                                           |
| きっと長いあいだに耳に焼きついちゃったのね。 | 同左 | きっと長いあいだに耳の奥にしみついちゃったのね。               |
| 死にものぐるいで体をこすりあわせていた。 | 同左 | 死にものぐるいで羽をこすりあわせていた。                       |
| そしてショパンのバラードが車内に流れ出した。 | 同左 | そしてチャイコフスキーの「弦楽セレナーデ」が車内に流れ出した。 |
| 「シャーロック・ホームズの冒険」を読んでいた。 | 「シャーロック・ホームズの事件簿」を読んでいた。 | 同左                                                           |
| スクリアビンのピアノ・ソナタ | 同左 | スクリャービンのピアノ・ソナタ                                 |

## その他

### 舞台となった地

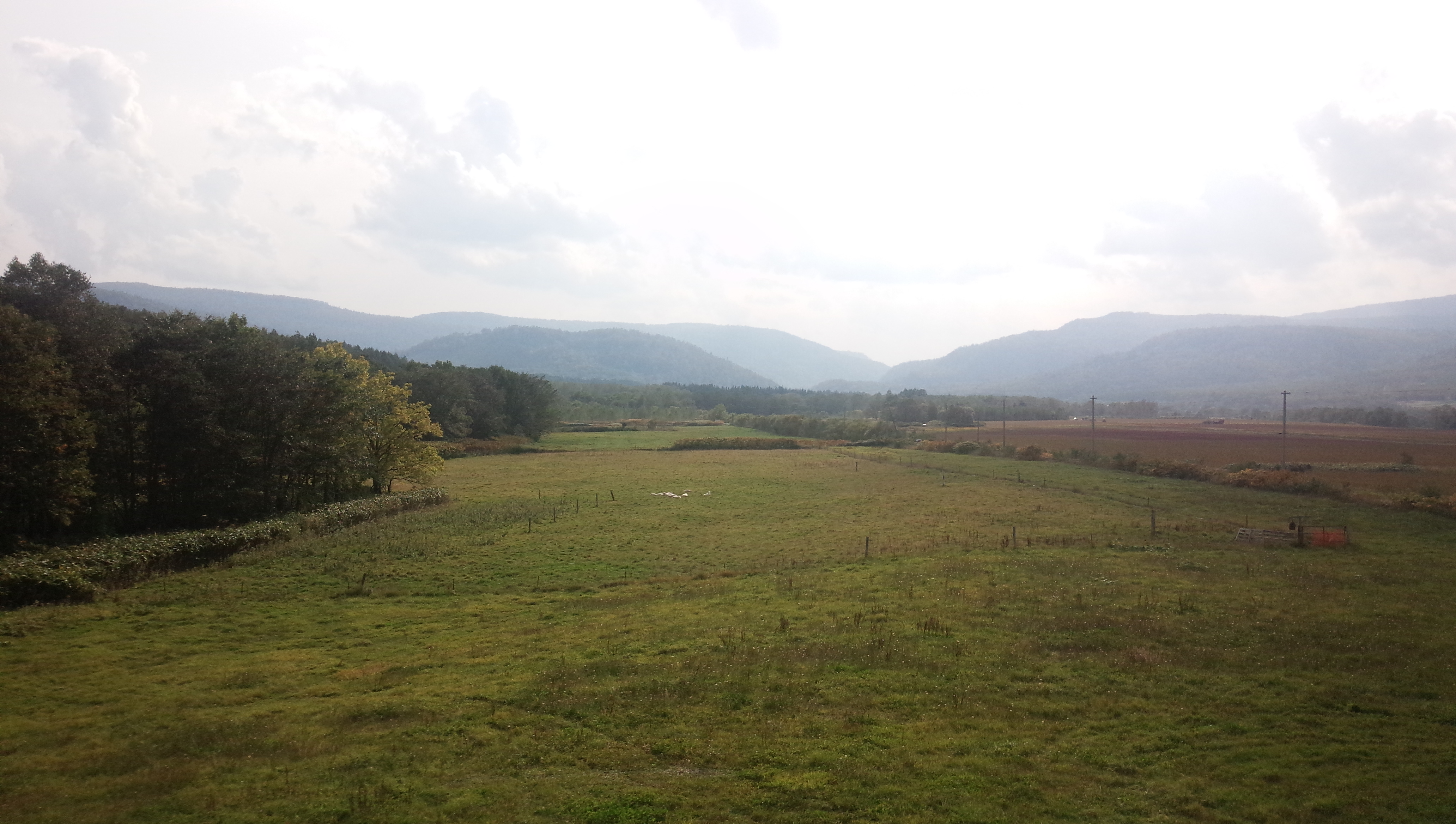
物語のモデルとされる美深町仁宇布地区の牧場

最後の舞台となった鼠の別荘がある地は、北海道美深町と推測される。「アイヌ人に率いられた一行が、旭川から北へと行き、その後東へ向かったこと」、「主人公たちが、旭川から北へ向かう列車に乗りつぎ、塩狩峠を越え、東に走るローカル線に乗り、終点が終着駅であること。また全国三位の赤字線であること」、「東から西へ流れる川（ニウプ川）があり、台地があること」などがその根拠である。「東に走るローカル線」は廃止となった国鉄美幸線、終着駅は仁宇布駅である。このため、仁宇布地区の農場が物語の舞台のモデルのひとつではないかといわれている。このほか、十二滝町ではサフォーク種などの羊が飼育されているが、本書執筆にあたって著者は同種が飼育されている北海道の士別市などで調査を実施した。

### 三島由紀夫との関連性
本書は「第一章 1970/11/25 水曜の午後のピクニック」という章および見出しで始まる。三島由紀夫が陸上自衛隊市ヶ谷駐屯地内で割腹自殺したのは、1970年11月25日水曜日の午後であった（三島事件）。『宝島』1981年11月号のインタビューで「三島由紀夫が死んだときは大学ですね。読みませんでしたか？」という質問に対し村上は次のように答えている。「ええ、読まないし、わかんないですね。でも、今度の三作目の小説は、三島由紀夫の死から始まるんです。1970年11月25日から。アメリカの雑誌なんか読んでると、友達と話できないんですよね。みんな吉本隆明とかね。（笑）あとはジョルジュ・バタイユとか、ジャン・ジュネとかね。あとは大江健三郎とかあのへんがはやりでしょ」
本書は三島の長編小説『夏子の冒険』のパロディあるいは、書き換えであるという仮説がある。

### 評論『同時代としてのアメリカ』
村上は1981年から1982年にかけて、文芸誌『海』に『同時代としてのアメリカ』という評論を寄稿している（単行本未収録）。『地獄の黙示録』やレイモンド・チャンドラーの作品などを取り上げている。

### 映画『ディア・ハンター』
筋書きは映画『ディア・ハンター』（マイケル・チミノ監督作品、1978年）に酷似している。
主人公が消えた友人を探しに行くが、友人は悪（ロシアンルーレットや羊）に取り憑かれており、捜索の果てに見つけ出すが、自殺してしまう（しまっている）。
題名も「鹿狩り」にちなんで「羊探し」である。

### 誰とでも寝る女の子
冒頭の「水曜日の午後のピクニック」に登場する「誰もでも寝る女の子」はつげ義春の『沼』の少女の影響を受けている。
「いっそ死んでしまった方がなんぼか幸せ…」
「蛇は....人間の首をしめたりしないだろう」
「するよ　きまって私がぐっすり眠ってしまってからや」
「夢うつつなれど　蛇にしめられるといっそ死んでしまいたいほどいい気持ちや」
以上、『沼』
「ねえ、私を殺したいと思ったことある？」
「ただ、誰かに殺されちゃうのも悪くないなってふと思っただけ。ぐっすり眠っているうちにさ」
以上、本書
また、「誰とでも寝る女」はロジェ・ヴァディムの『素直な悪女』（1957年日本公開）やゴダールの『勝手にしやがれ』（1959年）のセリフに登場する（『村上春樹の映画記号学』2008年）。

## 書誌情報
単行本
- 『羊をめぐる冒険』講談社、1982年10月13日。ISBN 978-4-06-200241-7。2022年9月30日閲覧。
- 『羊をめぐる冒険』講談社〈村上春樹 全作品 1979〜1989 2〉、1990年7月17日。ISBN 978-4-06-187932-4。2022年9月30日閲覧。

文庫本
- 『羊をめぐる冒険（上）』辻村益朗 装丁、佐々木マキ 装画、講談社〈講談社文庫〉、1985年10月8日。ISBN 978-4-06-183606-8。2022年9月30日閲覧。
- 『羊をめぐる冒険（下）』辻村益朗 装丁、佐々木マキ 装画、講談社〈講談社文庫〉、1985年10月8日。ISBN 978-4-06-183607-5。2022年9月30日閲覧。
- 『羊をめぐる冒険（上）』（新版）講談社〈講談社文庫〉、2004年11月16日。ISBN 978-4-06-274912-1。2022年9月30日閲覧。
- 『羊をめぐる冒険（下）』（新版）講談社〈講談社文庫〉、2004年11月16日。ISBN 978-4-06-274913-8。2022年9月30日閲覧。

## 翻訳
| 翻訳言語        | 翻訳者                               | 発行日         | 発行元                         |
| --------------- | ------------------------------------ | -------------- | ------------------------------ |
| 英語            | アルフレッド・バーンバウム           | 1989年10月     | 講談社インターナショナル       |
| 英語            | アルフレッド・バーンバウム           | 2000年4月20日  | Harvill Press（英国）          |
| フランス語      | Patrick De Vos                       | 1990年10月24日 | Seuil                          |
| ドイツ語        | Annelie Ortmanns                     | 1991年         | Insel                          |
| イタリア語      | Anna Rusconi                         | 1992年         | Longanesi                      |
| イタリア語      | Antonietta Pastore                   | 2010年3月15日  | Einaudi                        |
| スペイン語      | Fernando Rodríguez-Izquierdo, Gavala | 1995年1月      | Editorial Anagrama             |
| ポルトガル語    | Maria João Lourenço                  | 2007年4月      | Casa das Letras （ポルトガル） |
| ポルトガル語    | Leiko Gotoda                         | 2001年         | Estação Liberdade （ブラジル） |
| オランダ語      | ヤコバス・ウェスタホーヴェン         | 1991年         | Bert Bakker                    |
| デンマーク語    | Ib Høy Hansen                        | 1996年         | Klim                           |
| ノルウェー語    | Kari Risvik, Kjell Risvik            | 1993年         | Pax forlag                     |
| フィンランド語  | Leena Tamminen                       | 1993年         | Tammi                          |
| ポーランド語    | Anna Zielińska-Elliott               | 1995年         | Wilga                          |
| スロバキア語    | Lucia Kružlíková                     | 2004年         | Slovart                        |
| ハンガリー語    | Erdős György                         | 2007年         | Geopen                         |
| ルーマニア語    | Andreea Sion                         | 2003年         | Polirom                        |
| スロベニア語    | Sabina Lodrant                       | 2004年         | Založniški atelje Blodnjak     |
| クロアチア語    | Dušan Janić                          |                |                                |
| ボスニア語      |                                      | 2011年         | Šahinpašić                     |
| ブルガリア語    | Емилия Л. Масларова                  | 2008年11月20日 | Колибри                        |
| ギリシア語      | Στέλιος Παπαζαφειρόπουλος            | 1993年         | Εκδοσεισ Καστανιωτη            |
| ロシア語        | Dmitry Viktorovich Kovalenin         | 1998年         | Alphabet                       |
| ウクライナ語    | Дзюб Іван Петрович                   | 2004年         |                                |
| ラトビア語      | Ingūna Bek̦ere                        | 2004年         | Zvaigzne ABC                   |
| リトアニア語    | Marius Daškus, Dalia Saukaitytė      | 2003年         | Baltos lankos                  |
| トルコ語        | Nihal Önol                           | 2008年10月     | Dogan Kitap                    |
| ヘブライ語      | Einat Cooper                         | 2004年         |                                |
| 中国語 (繁体字) | 葉蕙                                 | 1992年7月      | 博益出版（香港）               |
| 中国語 (繁体字) | 頼明珠                               | 1995年8月15日  | 時報文化（台湾）               |
| 中国語 (簡体字) | 林少華                               | 1997年5月      | 漓江出版社                     |
| 韓国語          | シン・テヨン                         | 1995年11月1日  | 文学思想社                     |
| ベトナム語      | Minh Hạnh                            | 2011年         | Nhã Nam                        |
| タイ語          | นพดล เวชสวัสดิ์                         |                | สำนักพิมพ์มติชน                    |